# Le Sang des farines
Le Sang des farines est un roman policier historique de Jean-François Parot publié en 2005.

## Résumé
En 1775, à Vienne, le chevalier de Lastire, disparaît mais est retrouvé par Nicolas, qui l'accompagnait. Peu après, les deux hommes rentrent en France, où menace la famine à la suite de la libéralisation du commerce du grain par Turgot. Ils apprennent que Louis a disparu de sa pension.
Mourut, maître boulanger, est tué. Ses apprentis disent qu'il achetait de la farine en fraude, mais l'autopsie montre qu'il a été empoisonné. Louis revient. Nicolas établit que du venin de cobra a été versé sur une plaie faite à Mourut et que Lastire est le tueur. Louis devient page du roi, qui est sacré.

## Adaptation à la télévision
2013 : Le Sang des farines, épisode de la série télévisée Nicolas Le Floch, avec Jérôme Robart dans le rôle de Nicolas Le Floch